# 曲沟古城
曲沟古城，位于中国青海省共和县曲沟乡，为第二批青海省文物保护单位，公布日期为1957年12月13日，类型为古遗址。
曲沟古城的历史年代为待定。